# Título EGA
Euskararen Gaitasun Agiria (EGA; en español: Certificado de Aptitud en Euskera) es un título que acredita un dominio pleno del euskera. En ocasiones el examen ha sido criticado por su dificultad. Para obtener el EGA, es necesario aprobar tres pruebas en las que se mide el nivel de expresión escrita y oral del euskera, así como el dominio de la ortografía y las reglas gramaticales.
El título se expide por el Gobierno Vasco en la comunidad autónoma del País Vasco, el Gobierno de Navarra en la Comunidad Foral de Navarra y la Office Public de la Langue Basque en el País Vasco francés. El título es miembro afiliado de ALTE (Association of Language Testers in Europe) y está clasificado como título de nivel C1 en el marco común europeo de referencia para las lenguas.

## El título
El EGA vino a sustituir, con su creación por el Gobierno Vasco en 1982, al título D que hasta el momento venía expidiendo la Real Academia de la Lengua Vasca. Esta, mediante acuerdo con el Gobierno Vasco, se encargó de expedirlo en Navarra hasta que en 1986 le sustituyó el Gobierno de Navarra, y  en el País Vasco francés hasta que en 2009 fue sustituida por la Office Public de la Langue Basque.
Los distintos títulos EGA están homologados y reconocidos por las administraciones vascas y navarras con independencia del territorio en el que se obtengan, aunque los exámenes conducentes a la obtención del título son distintos entre sí.

### Objetivo
El EGA certifica que una persona es capaz de escribir y hablar con corrección y soltura en euskera. No se trata de un título específico para desempeñar un trabajo en concreto; se trata de un título de conocimiento general del euskera, que permite a su poseedor acceder a todos aquellos puestos de empleo (generalmente públicos) en los que se exige su conocimiento.

## Convalidaciones
La diversidad de perfiles lingüísticos y de títulos hizo necesaria la aprobación en 1998 en el País Vasco de una normativa fija de homologaciones y equivalencias, que solventó los problemas que esta variedad había causado. En 2008, el Gobierno Vasco aprobó un decreto con efectos retroactivos que establecía la convalidación entre los diversos títulos de euskera y perfiles lingüísticos expedidos por los diferentes organismos públicos. De esta forma, todos los títulos pasaron a tener validez universal, es decir, todos los títulos, clasificados según la escala del marco común europeo de referencia para las lenguas, sirven para todos los organismos públicos vascos, independientemente del organismo que lo haya expedido. Así, por ejemplo, un título de euskera expedido por el servicio vasco de salud es válido en el sector público educativo. Anteriormente sólo el EGA tenía validez universal.
Son equivalentes al título EGA los siguientes títulos de euskera:
- Título D de Euskaltzaindia
- Certificado de 3.er nivel del Instituto Labayru (expedido en fecha no posterior al 19 de septiembre de 1982)
- Título de aptitud (5.º curso del plan antiguo) y C1 de las Escuelas Oficiales de Idiomas
- Licenciatura de Filología Vasca
- Diplomara de Magisterio en la especialidad de Filología Vasca
- Diplomara de Magisterio cursada en euskera en la Escuela Pública de Magisterio de Bizkaia, obtenida en 1985 o fecha posterior
- Diplomatura de Magisterio cursada en euskera en la Escuela Pública de Magisterio de Guipúzcoa, obtenida en 1985 o fecha posterior
- Diplomatura de Magisterio cursada en euskera en la Escuela Diocesana de Magisterio de San Sebastián, obtenida en 1984 o fecha posterior (esta escuela está cerrada en la actualidad)
- Diplomatura de Magisterio cursada en euskera en la Escuela de Magisterio de Escoriaza, obtenida en 1984 o fecha posterior
- Perfil lingüístico 2 (PL 2) del Departamento de Educación del Gobierno Vasco
- Perfil lingüístico 3 (PL 3) de la Administración pública vasca

Asimismo, quedan equiparados con el EGA los siguientes títulos:
- Perfil lingüístico 3 (PL 3) del Instituto Vasco de Administración Pública (IVAP)
- Certificado de tercer nivel emitido por el Departamento de Cultura (HABE)
- Perfil Lingüístico 3 (PL 3) de Osakidetza-Servicio Vasco de Salud
- Perfil Lingüístico 3 (PL 2) de la Ertzaintza

En Navarra, están equiparados también los siguientes títulos:
- Certificado de Nivel 5 de Acreditaciones expedido por el Servicio de Vascuence e Idiomas Comunitarios del Instituto Navarro de Administración Pública
- Certificado de haber superado el examen del Nivel C1 de los cursos organizados por el Gobierno de Navarra

Existe la acreditación de un nivel de conocimiento del euskera superior al EGA, el Perfil Lingüístico 4 (PL 4) de la Administración pública vasca, exigido para el desempeño de ciertos cargos superiores en la misma. Sin embargo, la exigencia de este perfil lingüístico es, al menos en la actualidad, prácticamente residual.

## Examen

### Convocatorias
El examen conducente a la obtención del EGA se convoca dos veces al año, una en febrero y otra en septiembre, si bien el proceso íntegro, que consta de tres pruebas, se alarga un promedio de cuatro meses.
En la comunidad autónoma del País Vasco y el País Vasco francés, cualquier ciudadano mayor de 17 años, o que cumpla los 17 años a lo largo del año de la convocatoria, puede presentarse al examen, tras pagar una tasa de 24 euros. Los resultados de los exámenes no se conservan entre convocatorias: hay que completar el proceso íntegro sin ningún suspenso, o si no volver a iniciarlo.
En la Comunidad Foral de Navarra la edad mínima es de 16 años en el momento de realizar la inscripción, y el precio del examen es de 26 euros por cada convocatoria; los funcionarios de la administración navarra pueden presentarse de manera gratuita, existiendo, asimismo, deducciones a las familias numerosas. Las notas no se guardan entre convocatorias del mismo año.
En la comunidad autónoma del País Vasco, donde el EGA tiene mayor importancia y presencia, anualmente se presentan al examen unos 16.000 individuos, la mayoría de ellos estudiantes y funcionarios. De todos ellos un tercio (aproximadamente) obtiene el título.

### Estructura en el País Vasco
El examen consta de tres pruebas: prueba inicial (atariko proba o hasierako proba), prueba escrita (azterketa idatzia) y prueba oral (ahozko azterketa).

#### Prueba inicial(Atariko Proba)
Se trata de 65 preguntas de opción múltiple (tipo test). En la Prueba se integran items de diferentes campos:
- B (basados en el lenguaje oral, 30 items)
- C (léxico, 10 items)
- D (morfosintaxis, 24 items)
- E (conocimiento del euskera unificado, 5 items)
- F (comprensión de textos, 12 items)
- G (fechas, horas..., 4 items)

Para aprobar es necesario obtener una puntuación igual o superior a 46. Las convocatorias de examen en las que más de la mitad de los presentados obtiene una puntuación inferior, la puntuación baja hasta alcanzar el 50% de aprobados (lo que suele ser habitual).
Esta prueba inicial se incluyó en el examen en 1994, con el objetivo de incrementar los mecanismos de filtro del mismo. Por ello, por encima de conocimientos gramaticales y ortográficos de una cierta complejidad, pretende comprobar el conocimiento del euskera coloquial y de sus expresiones. Es la fase más restrictiva del examen, ya que, por norma general, sólo el 50% de los presentados la aprueba.

#### Prueba escrita(Proba Idatzia)
Este examen se divide en dos bloques: Comprensión y Expresión. Cada bloque consta de tres ejercicios, que suman, en total, 50 puntos.
Comprensión
- Texto de diálogo (10 items, 5 puntos)
- Léxico (10 items, 5 puntos)
- Comprensión escrita: dos textos breves y uno extenso (10 items, 10 puntos)

Expresión
- Redacción extensa (mínimo 250 palabras, 10 puntos)
- Redacción breve (mínimo 150 palabras, 10 puntos)
- Reescritura de frases (10 estructuras, 10 puntos)

La puntuación mínima para aprobar es 27, y es imprescindible, además, conseguir 10 puntos entre las dos redacciones.
Los ejercicios restantes no tienen puntuación mínima.
Del 50% de los presentados que aprueban la prueba inicial, cerca de un 60% supera la prueba escrita.

#### Prueba oral(Ahozko Proba)
Esta prueba se divide en dos partes: Comprensión oral y Prueba de expresión.
Comprensión oral
- Grabaciones audiovisuales (mínimo 20 items, 10 puntos)

Prueba de expresión. Se realiza en parejas.
- Exposición

Texto extensos (publicaciones divulgativas), para su exposición durante 5 minutos. 20 minutos para la preparación del mismo. 20 puntos.
- Conversación. Los candidatos debaten sobre un tema propuesto por el tribunal durante 10 minutos. 20 puntos.

Para aprobar se debe superar la Prueba de expresión, con un mínimo de 20 puntos entre los dos ejercicios. Esta prueba se hace delante de dos examinadores. Del 60% de aprobados de la prueba escrita, cerca de un 90% aprueba esta última prueba.